# Kendama

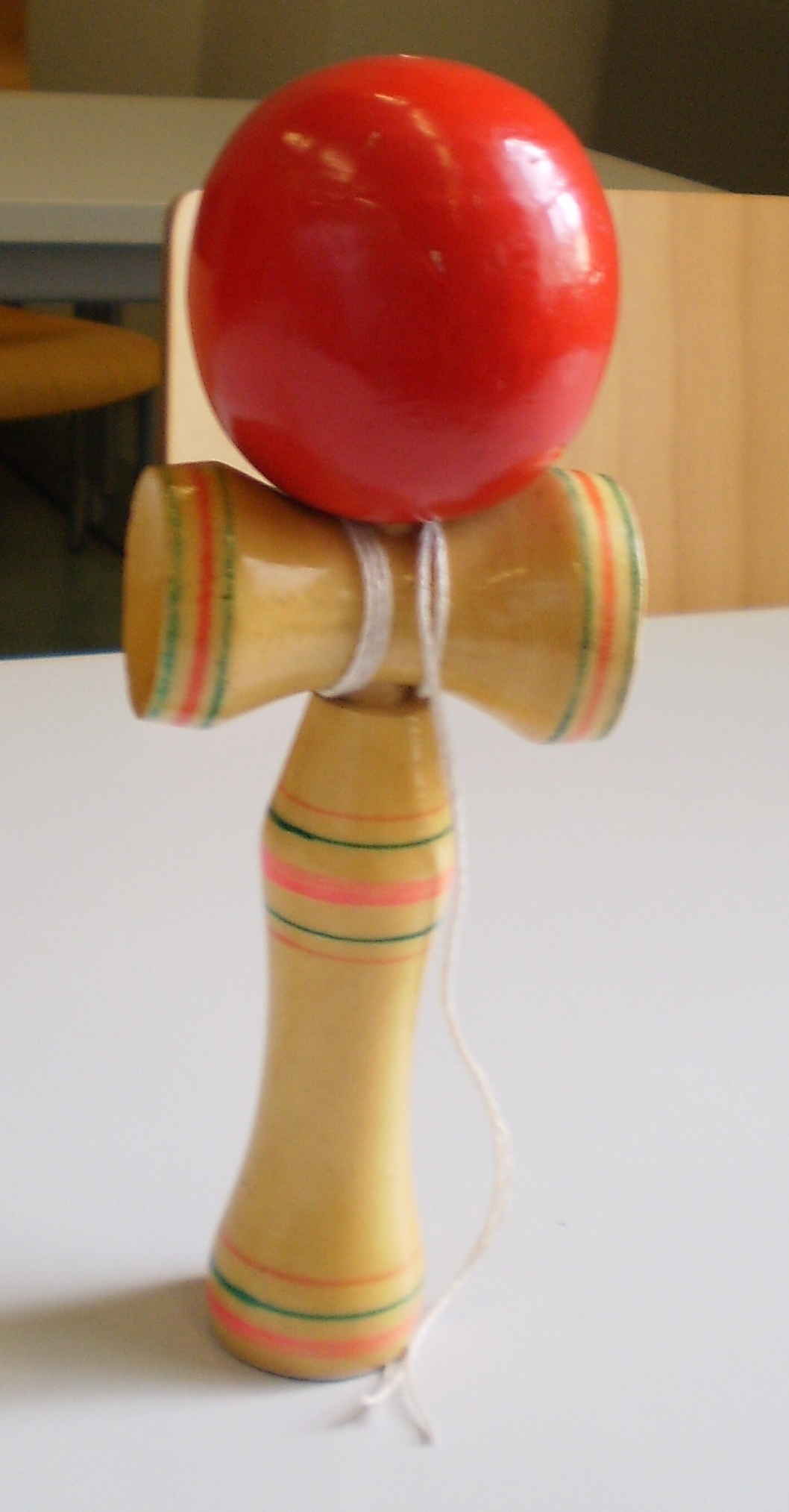
Kendama

Kendama (jap. けん玉) ist ein beliebtes japanisches Geschicklichkeitsspiel. Das Wort des Spielzeugs Kendama setzt sich aus den Hiragana für Schwert (けん, ken) und dem Zeichen für Kugel (玉, tama) zusammen.

## Beschreibung
Das Kendama besteht aus einer Kugel (tama), die ein Loch (ana) hat und durch einen Faden (ito) mit dem Griff, auch Schwert (ken) genannt, verbunden ist. Die Spitze des Griffes nennt man Schwertspitze (ken-saki). Auf dem sogenannten sara-do, der Tellertrommel, befinden sich zwei Teller: der größere Teller heißt ōzara (大皿, großer Teller) und der kleinere der beiden Teller kozara (小皿, kleiner Teller). Am Ende des Griffes befindet sich der kleinste Teller: der chūzara (中皿, mittlerer Teller). Eine Erhöhung (subari-dome) am Griff soll ein Abrutschen während des Spielens verhindern.
Mit Ausnahme des Fadens bestehen alle Teile des Kendama aus Holz. Um einige spezielle Tricks zu praktizieren, braucht man ein Kendama ohne Schnur, diese sind jedoch nicht so gebräuchlich und populär.
Die Form und die Lackierung der Kendama variiert je nach Hersteller und Ursprungsland.

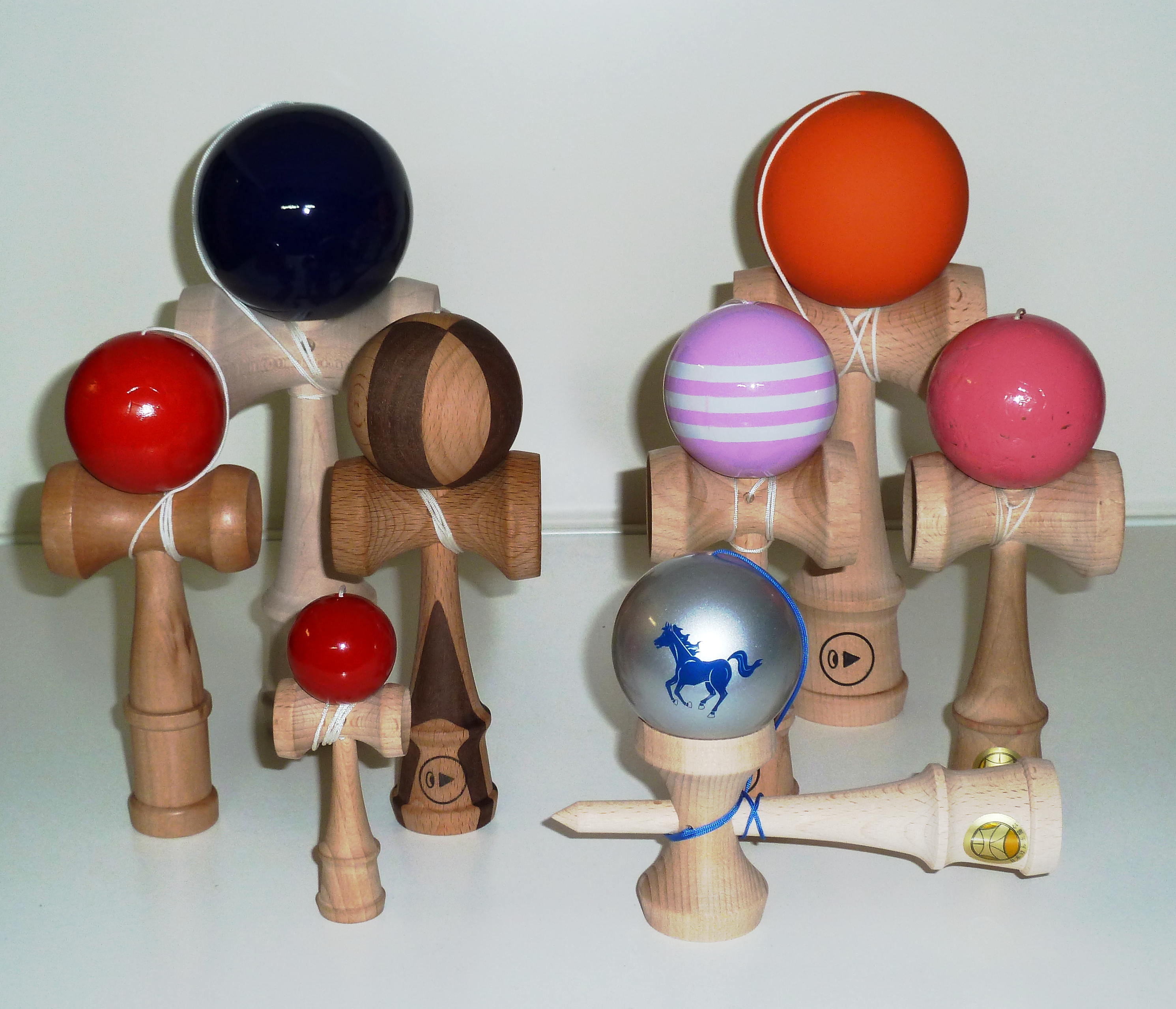
Verschiedene Kendama, groß und klein

### Maße
Die Maße können von Kendama zu Kendama stark variieren, je nach Hersteller. Einzig die Maße der Wettkampfkendama (competition kendama) sind durch die Japan Kendama Association (JKA) und die British Kendama Association (BKA) genormt. Nur von diesen Organisationen zugelassene Kendama dürfen bei Wettkämpfen und Prüfungen verwendet werden. Die Maße dieser Kendama sind: Höhe = 185 mm, Breite = 70 mm, Kugeldurchmesser = 60 mm, Schnurlänge = 400 mm. Des Weiteren ist hier auch die Form und die Lackierung genormt, da dies für bestimmte Tricks auch eine Rolle spielt.

## Spielregeln
Das Ziel des Spiels ist es, die Kugel an der Schnur aus einer hängenden Position nach oben zu ziehen und auf einem der drei Teller oder mit dem Loch auf der Spitze zu fangen. Alternativ kann auch die Kugel gehalten und das Ken auf oder in der Kugel gefangen werden. Da es durch den Aufbau des Kendamas eine Unzahl an Trickmöglichkeiten und Kombinationen gibt (man spricht von mindestens tausend Tricks), sind der Fantasie bei der Regelgestaltung keine Grenzen gesetzt. Man definiert vor dem Spiel, welchen Trick man mit wie vielen Versuchen, wie oft, schaffen muss; z. B. dreimal auf dem großen Teller auffangen bei maximal fünf Versuchen. Durch die Wahl des Tricks wird die Anfangsschwierigkeit festgelegt.
Die Schwierigkeitsstufe wird mit einer höheren Versuchsanzahl oder mit weniger erfolgreichen Versuchen leichter oder mit weniger Versuchen und mehr erfolgreichen Versuchen schwerer gemacht.
Eine andere Spielvariante ist das sogenannte „Battlen“. Hierbei macht ein Spieler einen Trick oder eine Trickkombination (Aneinanderreihung verschiedener Tricks) vor, die der Gegner nachmachen muss. Kann der Gegner den Trick nicht nachmachen, bekommt man einen Punkt. Kann der Gegner den Trick nachmachen, bekommt er das Recht, Trick oder Trickkombinationen vorzumachen, um so Punkte zu erlangen. Sieger ist, wer am Ende die meisten Punkte hat. 
Bei Wettkämpfen und Prüfungen sind feste Regeln definiert, die von den Organisatoren (JKA, BKA, Gloken) vorher bekanntgegeben werden.

## Bedeutung
Ähnliche Kugelfangspiele sind auch in anderen Ländern unter den Namen Balero, Trichterball, Bilboquet, Perinola, cup and ball oder ring and pin bekannt. Das japanische Kendama unterscheidet sich durch seinen Aufbau. Die zusätzliche Tellertrommel bietet mehr Trickmöglichkeiten. Es gibt schon mehr als 1000 verschiedene Tricks.
Das Prinzip des Kendama ist es, die Kugel auf einem der Teller zu fangen, oder man spießt die Kugel, am Loch, mit der Spitze auf. Fortgeschrittene machen auch eine Kombination aus verschiedenen Tricks oder fangen die Kugel mit dem subari-dome, der Erhöhung am Griff.
Es gibt offizielle Wettkämpfe, die von der Japan Kendama Association (JKA), der British Kendama Association (BKA) und dem The Global Kendama Network (Gloken) durchgeführt werden.

## Geschichte
Wo das Kendama seinen Ursprung hat, ist bis heute unbekannt, doch wurde ein ähnliches Gerät mit dem Namen Pommawonga („spieß den Fisch auf“) in Überlieferungen der Inuit – ein im arktischen Nordost- und Zentralkanada und in Grönland lebendes Volk – erwähnt, das jedoch nicht zur Unterhaltung, sondern für Jagdrituale und Zeremonien verwendet wurde. Die ersten Aufzeichnungen lassen sich auf das 16. Jahrhundert datieren. Zu dieser Zeit gab es in Frankreich ein Spielzeug namens Bilboquet, das im Sommer in den Straßen Frankreichs gerne von Kindern gespielt wurde. Es wird vermutet, dass es der Vorläufer des japanischen Kendama ist.
Den ersten Auftritt in Japan hatte das Kendama in der Edo-Zeit (1603–1868), als es über die Seidenstraße nach Nagasaki kam. Früher wurde es als ein Spielzeug für gemeinsame Trinkspiele benutzt und wurde sukuitamakeri (Löffelkendama) genannt. Ziel dieses Spiels war es, die Kugel innerhalb von fünf oder drei Versuchen aufzufangen. Wer es nicht geschafft hat, musste trinken. Erst in der Meiji-Zeit (1868–1912) gewann das Geschicklichkeitsspiel auch unter Kindern und Frauen Gefallen, nachdem der Westen es in Japan populär gemacht hatte. Das Kendama, wie die Japaner es heute kennen, wurde 1918 von Hamaji Egusa kreiert, indem er die kleine und große Schale links und rechts hinzufügte. So entstand der Name nichi getsu ball (Sonnen-Mond-Ball), der später vereinfacht in kendama (Schwertkugel) umgetauft wurde.

### Hibuki
Beim Kendama-Hibuki handelt sich um eine Selbstverteidigungswaffe japanischer Frauen aus der Edo-Zeit (1603–1868). Frauen erkannten den gefährlichen Nutzen in diesem Holzgegenstand, denn unter der abnehmbaren Kugel konnte der kleine Holzstab schärfer geschliffen oder sogar durch Metall ersetzt werden. Sie war ein beliebtes Utensil der Geishas, welche die Waffe oft an ihrem Obi befestigten, da es durch das Spiel-ähnliche Aussehen in der Öffentlichkeit keine Aufregung verursacht hat. Das Hibuki wurde mit verschiedensten Farben und Mustern bemalt. Auch der Aufbau diente zur Tarnung der Waffe. Unter einer farbigen Kugel verbirgt sich eine Holzspitze, mit der man in gefährlichen Situationen durch Stechattacken den Angreifer in die Flucht schlagen konnte. Auch der hammerartige Mittelteil (tsuchi, Hammer) wurde zur Verteidigung durch Schlagattacken verwendet. Die Kugel ist durch einen Faden (ito) mit dem Griff verbunden, damit sie nicht so leicht zu verlieren ist. Des Weiteren kann durch das Werfen der Kugel der Angreifer abgelenkt und dann mit einem gezielten Stoß der Waffe verletzt werden.

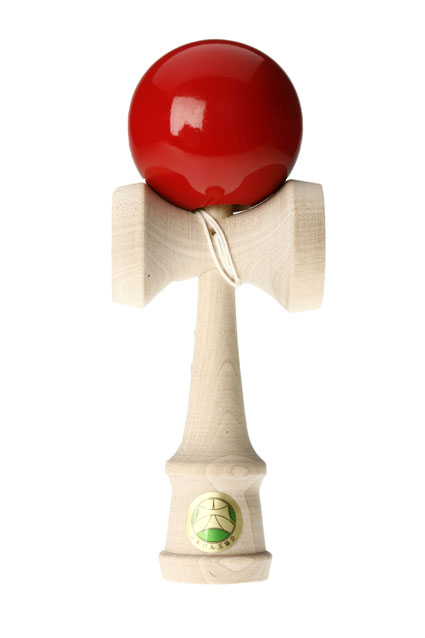
Wettkampfkendama

## Japan Kendama Association
Issei Fujiwara, ein japanischer Kinderbuchautor, gründete im Jahr 1975 die Japan Kendama Association (日本けん玉協会). Er wollte aus den unterschiedlichen Wettkampfarten eine einheitliche Form schaffen und die immer größer werdende Anzahl der Tricks katalogisieren. Voraussetzungen, Ausführung und Bewertungskriterien für Kendama-Wettkämpfe wurden in einem von ihm erstellten einheitlichen Regelwerk festgehalten. Die in den Regeln festgelegte Größe und Form des Kendamas soll als Norm allen Wettkampfteilnehmern die gleichen Voraussetzungen bieten. Außerdem hat Fujiwara ein System zur Klassifizierung eingeführt, um ein Aufeinandertreffen gleich starker Wettkampfgegner zu ermöglichen.
Durch das Absolvieren verschiedener Prüfungen ist es möglich, verschiedene Ränge (級, kyū, Schüler-; 段 dan, Meistergrad) zu erreichen. Die seit 2002 gemeinnützige Organisation veranstaltet jährlich die japanischen Kendama-Meisterschaften. Sie fördert zusammen mit dem japanischen Ministerium für Bildung, Sport und Kultur die Benutzung von Kendama in Grund- und Mittelschulen und publiziert Bücher über Kendama. Für 2009 wurde erstmals ein internationales Kendama-Treffen in Japan durchgeführt.

### Ziele der Japan Kendama Association (JKA)
1. Die Überlieferung der Geschichte des Kendama und die Bewahrung des Kendama als japanisches Kulturgut.
2. Die Weiterentwicklung der Kunst des Kendamaspielens sowie seine Förderung als Sport- und Freizeitbeschäftigung.
3. Die Zusammenarbeit zur Förderung der Verwendung des Kendama zur Erziehung und Bildung an Schulen und in Vereinen.
4. Die Verbreitung des Kendama als gesundheitsfördernder Sport, der ein ganzes Leben lang ausgeübt werden kann.
5. Das Kendama weltweit zu verbreiten und so zur internationalen Verständigung beizutragen.

## British Kendama Association (BKA)
Die BKA wurde 2006 von Robin Gunney gegründet, um das Kendama in Großbritannien bekannter zu machen und analog zur JKA den Kendamasport mit Wettkämpfen und Prüfungen zu fördern. Mittlerweile und in Zukunft wird die BKA aber auch diese Aufgaben auf gesamteuropäischer Ebene übernehmen.
2008 hat die British Kendama Association den ersten Wettkampf innerhalb Europas auf der britischen Jonglier Convention in Doncaster abgehalten. Seither findet jährlich eine britische Kendama-Meisterschaft und eine europäische Kendama-Meisterschaft statt. Hier vergibt die BKA auch nationale Titel anderer europäischer Länder, in denen keine nationale Kendama-Meisterschaft stattfindet.
Oberhaupt der BKA-Organisation ist derzeit (Dezember 2014) „The Void“ (bürgerlicher Name nicht bekannt).

## Global Kendama Network (Gloken)
The Global Kendama Network wurde am 29. Juni 2012 von Tamotsu Kubota and Hajime Ishibashi in Japan gegründet mit dem Ziel, weltweit Verbindungen zwischen den Kendamaspielern zu schaffen und Kendama weltweit populärer zu machen. Hierzu werden Informationen über Kendama gesammelt und veröffentlicht, außerdem werden Workshops und Wettkämpfe organisiert. Gloken hat den ersten Kendama-Weltcup 2014 in Hatsukaichi abgehalten. Oberhaupt des Global Kendama Network ist derzeit Tamotsu Kubota.